# Robert Girardet
Robert William Girardet (Parigi, 11 maggio 1893 – Neuilly-sur-Seine, 1º marzo 1977) è stato un velista francese, vincitore della medaglia di bronzo nella classe 8 metri ai Giochi olimpici di Parigi 1924 a bordo di Namoussa insieme a Louis Bréguet, Pierre Gauthier, André Guerrier e Georges Mollard.

## Palmarès
- Giochi olimpici

Parigi 1924: bronzo nella classe 8 metri.